# Gliese 876
Désignations
Gliese 876 (également désignée IL Aquarii ou Ross 780) est une étoile située dans la constellation du Verseau. Les orbites de toutes ses planètes, sauf la plus rapprochée de l'étoile, sont impliquées dans une rare résonance à trois corps.

## Caractéristiques stellaires
Il s'agit d'une naine rouge trois fois moins massive que le Soleil (soit environ 347 fois la masse de Jupiter). Elle est également considérablement moins lumineuse : environ 600 fois moins que le Soleil. En outre, distante de seulement 15,3 années-lumière, elle est très proche du Soleil : il s'agit de la 40e étoile la plus proche du Système solaire (si on ne compte que les systèmes stellaires ; la 53e en comptant les composantes individuelles des systèmes multiples). Malgré sa proximité, elle est beaucoup trop faible pour être visible à l'œil nu, il faut au minimum un petit télescope pour pouvoir l'observer.

## Système planétaire

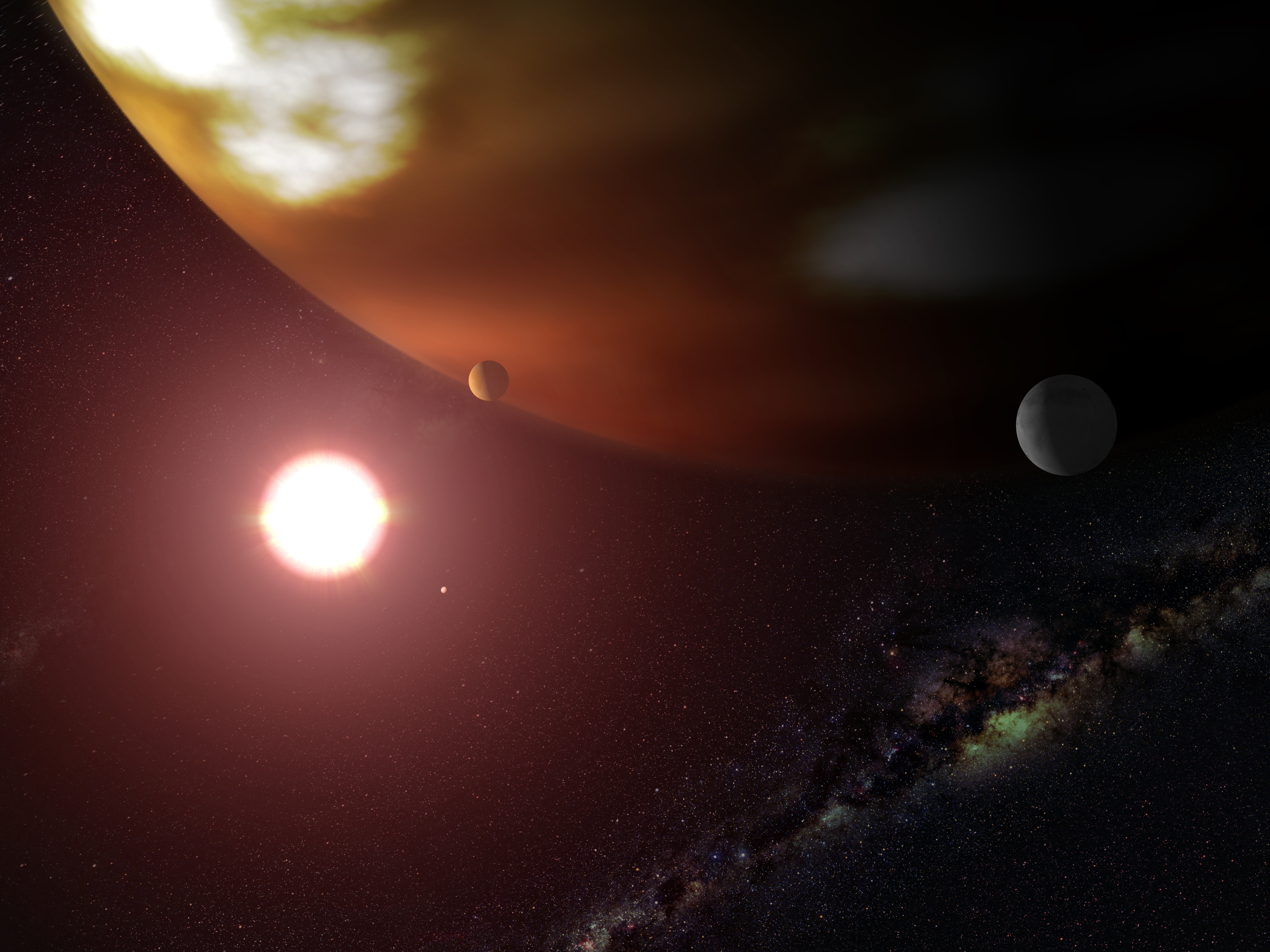
Il s'agit d'une vue d'artiste d'une planète géante gazeuse en orbite autour de l'étoile Gliese 876. Bien qu'elle soit trop éloignée pour être photographiée par les télescopes actuels, la planète est vraisemblablement une planète géante gazeuse qui pourrait être entourée de lunes, comme l'imagine cette illustration.

Quatre planètes ont été détectées autour de cette étoile par la méthode des vitesses radiales. Cette méthode ne permet d'estimer qu'une borne inférieure à la masse de chacune de ces planètes car l'inclinaison de leur orbite sur le plan du ciel demeure inconnue, néanmoins, dans le cas de Gliese 876, l'interaction gravitationnelle des planètes entre elles a permis d'estimer leur masse et d'en déduire leur inclinaison :
| Planète                            | Masse (MJ)      | Demi-grand axe (UA)     | Période orbitale (d) | Excentricité       |
| ---------------------------------- | --------------- | ----------------------- | -------------------- | ------------------ |
|                                    |                 |                         |                      |                    |
| Gliese 876 d                       | 0,021 ± 0,001   | 0,02080665 ± 1,5 × 10-7 | 1,93778 ± 2 × 10-5   | 0,207 ± 0,055      |
| Gliese 876 c                       | 0,7142 ± 0,0039 | 0,12959 ± 2,4 × 10-5    | 30,0881 ± 0,0082     | 0,25591 ± 3 × 10-5 |
| Gliese 876 b                       | 2,2756 ± 0,0045 | 0,208317 ± 2 × 105      | 61,1166 ± 0,0086     | 0,0324 ± 0,0013    |
| Gliese 876 e                       | 0,046 ± 0,005   | 0,3343 ± 0,0013         | 124,26 ± 0,7         | 0,055 ± 0,012      |
|                                    |                 |                         |                      |                    |
| Système planétaire de Gliese 876,. |                 |                         |                      |                    |